# Tramvajová trať Motol–Vypich
Tramvajová trať Motol – Vypich spojovala provizorně motolskou tramvajovou vozovnu ve směru dnešní Kukulovy ulice kolem nemocnice Motol s Vypichem. Jednokolejná manipulační trať vznikla jako náhradní spojnice vozovny Motol se zbytkem sítě na dobu dlouhodobé rekonstrukce tramvajové trati v Plzeňské ulici. V provozu byla mezi 5. zářím 1977 a 12. listopadem 1979 a měřila zhruba dva kilometry. V roce 2017 se ve strategii rozvoje tramvajové dopravy objevilo vybudování nové, plnohodnotné trati v této trase, v dubnu 2022 rada města o její výstavbě rozhodla s tím, že počátek výstavby je předpokládán po roce 2026.

## Popis
Manipulační trať odbočovala z trati v Plzeňské ulici ve směru od vozovny pravým obloukem zhruba v místě dnešní nájezdové rampy z Plzeňské do Kukulovy u dnešních autobusových zastávek Motol, vedla podél Kukulovy ulice a překročila ji a dále byla vedena na vyvýšeném tělese vedle vozovky po její levé (severozápadní) straně. Před křižovatkou Vypich se rozdělila na dvojkolejnou trať a na trať v Bělohorské ulici byla napojena dvojicemi oblouků do obou směrů. 
V úseku celé trati byla rychlost návěstními značkami omezena do 30 km/h. (Někteří řidiči tu  při jízdě z kopce s vozy Tatra T1 dosahovali i 70 km/h)
Drážní těleso bylo využito k následnému rozšíření Kukulovy ulice roku 1982, takže do dnešních dob se z tratě nedochovalo v podstatě nic.

## Příprava vybudování nové trati
Protože tangenciální dopravní spojení v Praze bývá často kritizováno jako nedostatečné, v 90. letech se uvažovalo i o možném obnovení této trati nebo o vybudování spojení například ve směru Bílá Hora – Sídliště Řepy. Toto spojení je obsaženo ve Strategii rozvoje tramvajových tratí v Praze do roku 2030, kterou vydal Institut plánování a rozvoje hl. m. Prahy v roce 2017. V roce 2019 se pak rada města rozhodla nechat aktualizovat studii této trasy.
25. dubna 2022 Rada hl. m. Prahy schválila vybudování tramvajové tratě Motol–Vypich, a to jak kvůli přepravě mezi Prahou 5 a Prahou 6, tak kvůli napojení bělohorské trati na vozovnu Motol. Trať má být dlouhá zhruba 2,2 km, investiční náklady byly předběžně vyčísleny na 850 milionů korun a trať by se měla stavět po roce 2026.